# 미마타정
미마타정(일본어: 三股町)은 일본 미야자키현 중앙부에 있는 기타모로카타군의 정이다.

## 지리
서쪽은 미야코노조 분지, 동쪽은 와니쓰카산지이다. 와니쓰카 산지의 최고봉인 와니쓰카산은 북동쪽에 있다. 시가지는 서쪽으로 인접하는 미야코노조시와 일체화되어 있다.

### 인접한 자치체
- 미야자키시
- 미야코노조시
- 니치난시

## 역사
- 1889년 5월 1일 - 정촌제 시행으로 기타모로카타군 미마타촌이 성립하였다.
- 1948년 5월 3일 - 정으로 승격해 미마타정이 되었다.

## 교통

### 철도
- 규슈 여객철도 닛포 본선

### 도로
- 국도 222호선
- 국도 269호선